# قرحز (ذي السفال)

تعديل مصدري - تعديل

قرحز محلة تابعة لقرية الطيني، التابعة لعزلة بني عبد الله بمديرية ذي السفال إحدى مديريات محافظة إب في الجمهورية اليمنية، بلغ تعداد سكانها 246 حسب تعداد اليمن لعام 2004.